# Дело Кассо
Де́ло Кассо́ — увольнение в 1911 году большой группы либерально настроенных университетских профессоров Московского университета в результате политики министра народного просвещения Л. А. Кассо. В результате к концу семестра университет покинуло около 130 преподавателей, около одной трети от их общего количества. 

## История
В январе 1911 года вышел циркуляр министра просвещения Л. А. Кассо «О временном недопущении публичных и частных студенческих заведений». Циркуляр запрещал проведение собраний в университете, вменял в обязанность ректорам препятствовать проникновению в университет посторонних лиц и сообщать в полицию о предполагаемых сходках; на градоначальника возлагалась обязанность закрытия университета с помощью полиции в случае волнений. 
Циркуляр нарушал положение Временных правил 1905, согласно которым ходатайство о закрытии университета принадлежало к правам Совета университета.
Как писала газета «Русские ведомости» от 29 января (11 февраля) 1911 г., в ответ на этот циркуляр 28 января (10 февраля) на экстренном заседании Совета Московского университета ректор А. А. Мануйлов представил Совету доклад о создавшемся в университете положении и заявил, что при таких условиях он не видит возможности нести на себе обязанности ректора и подаёт прошение об отставке. Такие же заявления были сделаны помощником ректора М. А. Мензбиром и проректором П. А. Минаковым. Совет университета признал, что при создавшемся положении выборная университетская администрация не может нести возложенные на неё обязанности. Ответным шагом министра была публикация 2 (15) февраля в «Правительственном вестнике» высочайшего указа об увольнении Мануйлова, Минакова и Мензбира из Московского университета с одновременным запрещением им заниматься учебной и преподавательской деятельностью по ведомству народного просвещения.
Решение Кассо вызвало бурю негодования среди профессоров Московского университета, воспринявших его не только как оскорбление своих коллег, но и авторитета Совета и всего университета. 3 (16) февраля 1911 года подали прошение об отставке университетские профессора В. И. Вернадский, Н. А. Умов, В. А. Хвостов, С. А. Чаплыгин, Г. Ф. Шершеневич, Д. М. Петрушевский, А. А. Эйхенвальд, И. П. Алексинский, Ф. Ф. Кокошкин, А. А. Кизеветтер; приват-доценты: В. И. Сыромятников, П. Н. Сакулин, В. И. Полянский, Г. В. Вульф, Н. В. Давыдов, А. Э. Вормс, Н. К. Кольцов, Б.А Кистяковский, Н. Н. Шапошников, А. А. Боровой, Г. И. Россолимо, А. В. Цингер, М. Н. Гернет, Д. Ф. Синицын, В. М. Устинов, А. В. Кубицкий, Н. Д. Виноградов («Русские ведомости», 4 февраля). П. И. Новгородцев и С. Н. Булгаков подали прошение на другой день (там же, 5 февраля). В последующие дни в отставку подали профессора К. А. Тимирязев, П. Н. Лебедев (после отставки ими было основано Московское физическое общество), М. М. Новиков, В. П. Сербский, П. П. Лазарев, приват-доценты Н. А. Кабанов, Л. С. Лейбензон.
К 20 февраля (5 марта) 1911 число ушедших в отставку составило 108 человек (24 профессора — 28 % от общего числа профессоров, 74 приват-доцента — от общего числа) (по подсчетам Ю. Ф. Иванова Кассо удовлетворил 131 прошение об отставке). К концу семестра университет покинуло около 130 человек — около одной трети наличного преподавательского состава Московского университета. На места ушедших профессоров, а также деканов, ректора и проректора министерством были назначены другие учёные (ректором стал М. К. Любавский, а выборы на университетские должности были временно приостановлены). События 1911 года также привели отставке ректора Санкт-Петербургского университета Д. Д. Гримма.

## Новые места работы
После увольнения из университета в 1911 году многие из числа уволенной профессуры начали преподавать в Московском городском народном университете им. А. Л. Шанявского и на Московских высших женских курсах (МВЖК), а также принимали участие в организованной в виде реакции на дело Кассо новой общественной организации под названием Общество Московского научного института.

## Приход новой профессуры
Вместо ушедших преподавателей в Московский университет в 1911 году пришли:
- Глинка, Сергей Фёдорович — минералог и кристаллограф. Академик Н. С. Шатский вспоминал о своей учёбе на естественном отделении физико-математического факультета Московского университета в 1913 году[7]: «весьма убоги были лекции по минералогии и кристаллографии проф. С. Ф. Глинки».

## Последствия
События в Московском университете привлекли внимание общества. Так, Е. Н. Трубецкой писал М. К. Морозовой: 
С тревогой и ужасом слежу за событиями в Санкт-Петербурге и в Москве по итальянским и русским газетам… Вообще положение безвыходное: если победят студенты, университет превратится в революционный клуб. Если, что вернее, победит правительство, университет превратится во что-то среднее между участком и чайною народа. Я люблю университет, крайне боюсь потому, что отставка с минуты на минуту может стать нравственно обязательною… Вообще невесело, потому что университет в данном случае частное проявление зла общего и большего — разрушения культуры дикарями слева и справа.
Конфликт начал разрешаться только после Февральской революции 1917 года, когда уволенные профессора были восстановлены в своих должностях.
Кроме Московского университета против актов Министерства Л. А. Кассо выступили и другие университеты России, прежде всего, Петербургский, кадровый состав которого также пострадал от политики министра.